# Rosengassenalm
Die Rosengassenalm ist eine Alm im Ortsteil Niederaudorf der Gemeinde Oberaudorf.
Die Weindlalm und die Dr.-Beermann-Hütte auf der Oberen Rosengassenalm stehen unter Denkmalschutz und sind unter den Nummern D-1-87-157-116 und D-1-87-157-97 in die Bayerische Denkmalliste eingetragen.

## Baubeschreibung
Die Weindlalm ist ein Massivbau mit einseitig abgeschlepptem Flachsatteldach. Die Firstpfette ist mit dem Jahr 1888 bezeichnet.
Die Dr.-Beermann-Hütte ist ein Blockbau mit Satteldach, die Firstpfette ist mit dem Jahr 1792 bezeichnet.

## Heutige Nutzung
Die Rosengassenalm ist bestoßen, an der Unteren Rosengassenalm befindet sich ein Beherbergungsbetrieb.

## Lage
Die Rosengassenalm befindet sich im Mangfallgebirge nordöstlich des Großen Traithen auf einer Höhe von 1200 m ü. NHN.